# Hurali, Sorab
Hurali là một làng thuộc tehsil Sorab, huyện Shimoga, bang Karnataka, Ấn Độ.